# Cartel (roman)
Pour le roman homonyme, voir Paul-Loup Sulitzer#Romans.
Pour les articles homonymes, voir Cartel.
Cartel (titre original : The Cartel) est un roman policier de Don Winslow publié en 2015 aux États-Unis puis traduit en français et publié en 2016. Ce roman est le deuxième tome d'une trilogie, faisant suite à La Griffe du chien, publié dix ans plus tôt, et se déroulant avant La Frontière, publié en 2019. Il a obtenu le prix CWA Ian Fleming Steel Dagger 2016 ainsi que le prix Mystère de la critique 2017.

## Résumé
Art Keller, un agent américain membre de la DEA, l'agence américaine de lutte contre la drogue, a réussi en 2010 à capturer Adán Barrera, chef du cartel de Sinaloa et unificateur des cartels mexicains de la drogue. Art Keller vit depuis reclus dans un monastère mexicain où il s'occupe d'abeilles. Mais en 2014, Adán Barrera, après avoir négocié de purger sa peine carcérale au Mexique en échange d'informations ayant permis de capturer le chef du cartel du Golfe, parvient à s'échapper de sa prison mexicaine. Il  offre dès lors deux millions de dollars à qui tuerait Art Keller et s'allie avec Diego Tapia et Nacho Esparza, les deux dirigeants du cartel de Sinaloa, pour tenter de reprendre une place prépondérante dans le trafic de drogue au Mexique. Il va pour cela s'opposer au cartel de la Famillia, au cartel de Los Zetas et au cartel de Juárez. Cette lutte de pouvoir va entraîner un déchaînement inouï de violence, faisant des milliers de victimes civiles.
En parallèle de cet affrontement, une autre intrigue, dont la narration se croise à celle d'Art Keller, mêle deux autres personnages : Jesús, un enfant de dix ans, qui devient un tueur pour Los Zetas, puis pour le cartel de la Famillia, et Eddie Ruiz, un trafiquant de drogue meurtrier qui va lutter contre Los Zetas.

## Éditions
- The Cartel, Alfred A. Knopf, 23 juin 2015, 640 p.  (ISBN 978-1-101-87499-8)
- Cartel, Seuil, 8 septembre 2016, trad. Jean Esch, 720 p.  (ISBN 978-2-02-121315-7)
- Cartel, Points, coll. « Points Policier » no P4701, 4 janvier 2018, trad. Jean Esch, 888 p.  (ISBN 978-2-7578-6947-5)